# Ommatius strictus
Ommatius strictus är en tvåvingeart som beskrevs av Walker 1859. Ommatius strictus ingår i släktet Ommatius och familjen rovflugor. Inga underarter finns listade i Catalogue of Life.